# Eutoci
Eutoci (Eutocius, Εὐτόκιος) fou un escriptor grec nascut a Ascaló, comentarista d'Apol·loni de Perge i d'Arquímedes. Va viure vers la meitat del segle vi. Es conserven els originals grecs de les següents obres:
- Comentari dels primers dels quatre llibres de les Còniques d'Apol·loni[2]
- Comentari de De l'esfera i el cilindre d'Arquimedes[3]
- Sobre la duplicació del cub[4]
- Dos llibres sobre l'equilibri d'Arquimedes